# リン化アルミニウム
リン化アルミニウム（燐化アルミニウム、リンかアルミニウム、英文名称 Aluminium phosphide）は、リンとアルミニウムからなり、化学式AlPで表される無機化合物。大気中の水分と反応して毒性の強いホスフィン(リン化水素)を生じるため、殺虫剤の成分として用いられる。

## 反応式
アルミニウムとリンを反応させることで製造できる。
{\displaystyle {\ce {4Al\ + P4 -> 4AlP}}}
リン化アルミニウムは水と反応して気体のリン化水素と水酸化アルミニウムに分解する。
{\displaystyle {\ce {AlP\ +3H2O->Al(OH)3\ +PH3{\uparrow }}}}
{\displaystyle {\ce {AlP\ +3H^{+}\ ->Al^{3+}\ +PH3{\uparrow }}}}

## 農薬
ドイツのデゲシュ社（de:Deutsche Gesellschaft für Schädlingsbekämpfung）によって開発された。タバコシバンムシやコクゾウムシに対する殺虫剤として、分解促進剤（炭酸アンモニウム）との反応によりホスフィンを発生させ、葉たばこや穀物・飼料倉庫、輸入農産物の燻蒸処理に用いられる。
日本では1959年12月25日に農薬登録を受け、デゲシュジャパン（商品名：ティベック、ホストキシン）、昭和電工（フミトキシン）、帝人化成（エピヒューム）などから発売されている。

## 毒性
リン化アルミニウムとその分解促進剤とを含有する製剤は、日本の毒物及び劇物取締法及び毒物及び劇物指定令により特定毒物に指定されているが、純粋なリン化アルミニウムそのものは普通物である。
リン化アルミニウムは特定化学物質の環境への排出量の把握等及び管理の改善の促進に関する法律（PRTR法）で、第一種指定化学物質に指定されている。
経口摂取した場合は、胃酸によって分解し、直後には嘔吐・胸部圧迫感・昏睡などの症状が見られ、1日後頃からは肝・腎・心臓障害、代謝性アシドーシスなどの症状が現れる。
アルミニウムリン中毒はインド亜大陸で大規模な問題がある。農薬としての使用を停止するイランの法医学機関によるキャンペーンがあった。